# 广州历史
广州是一座拥有2000多年历史的城市。在公元前九世纪的（约公元前887年）周朝，这里的“百越”人和长江中游的楚国人已有来往，建有“楚庭”，这是广州最早的名称。公元前214年，秦攻佔岭南，选址白云山和珠江之间南越人聚居的高地（番山）修築番禺（史称“任嚣城”）。因这是广州建城年份的最早记载，广州建城年份通常指公元前214年。公元226年，孙权为便于统治，将交州分为交州和广州两部分，“广州”由此得名。直到1921年成立市政厅，特指广州这座城市。

## 史前時代

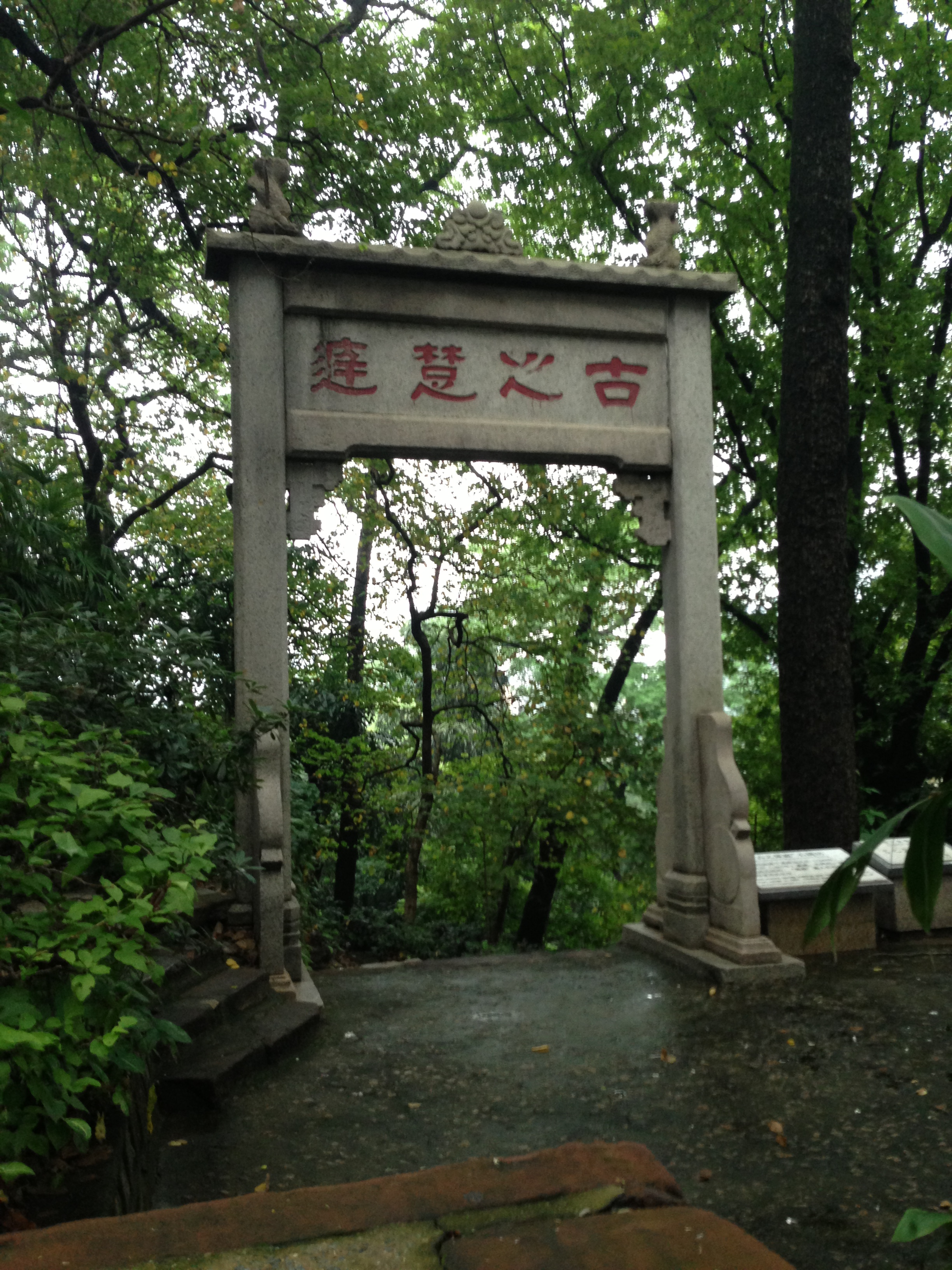
“古之楚庭”石牌坊，初建于1644年，1867年重建。「楚庭」是廣州最早的名稱。

广州历史最早可溯及距今4000余年前的新石器时代，当时广州一带就有“百越人”活动。春秋战国时期，今两广和越南北部地区泛称为岭南，当时居住在这里的民族称为南越（又称南粤）。
在公元前九世纪的（约公元前887年）周朝，这里的“百越”人和长江中游的楚国人已有来往，建有“楚庭”，这是广州最早的名称。
春秋末期（公元前306年），越国为楚國所灭。公元前249年，宰相公师隅带领越国臣民南迁至广东，建城南武，即今广州。

## 秦汉

### 征服與獨立
广州有文字记载的历史可以追溯到秦朝。公元前219年（秦始皇二十八年），秦始皇想奪取嶺南的犀角、象牙、玳瑁、珠璣等資源，第一次派兵攻打岭南，投入五十萬兵力，僵持三年，後面粵人匿入叢林夜襲秦兵，秦兵大敗（详见越秦战争）。
前214年（秦始皇三十三年），秦始皇再次派任囂、趙佗卛兵，征服了岭南，岭南由此首次被納入中央帝国版圖，征服後秦王朝在嶺南设置了3郡，其中南海郡辖番禺、四会、博罗、龙川４县，南海郡治和番禺县治即今广州市越秀区，南海郡尉任嚣在番山、禺山上（今仓边路附近）修筑番禺城（史称任嚣城），这是广州设立行政区和建城的开始。
秦末大乱，前204年，南海郡尉赵佗兼并了桂林郡和象郡，据有岭南（今广东、广西大部、越南北部），建立了疆土“东西万余里”的南越国，定都番禺（今广州）。是为今岭南地区第一次建立都城。

### 開闢航路
前111年（汉武帝元鼎六年），汉朝征服南越国，设立九郡，其中南海郡治仍设在在番禺（今广州市越秀区）。元封五年改属交州，州治为广信（今广东封开）。在漢武帝征服南越後，即派使者沿百越人所開航路，拓展了橫越孟加拉灣到斯里蘭卡的航線，標誌古代海上丝绸之路開端，並令廣州成為始發港。
紀元166年（桓帝延熙9年），羅馬王安敦派出使者經番禺（廣州）進貢象牙、犀角、玳瑁，此為歐洲人第一次踏足廣州。

## 三國兩晉
公元217年（三国吴建安二十二年）交州刺史步骘重将州治迁回番禺，扩建城郭，后称为步骘城。

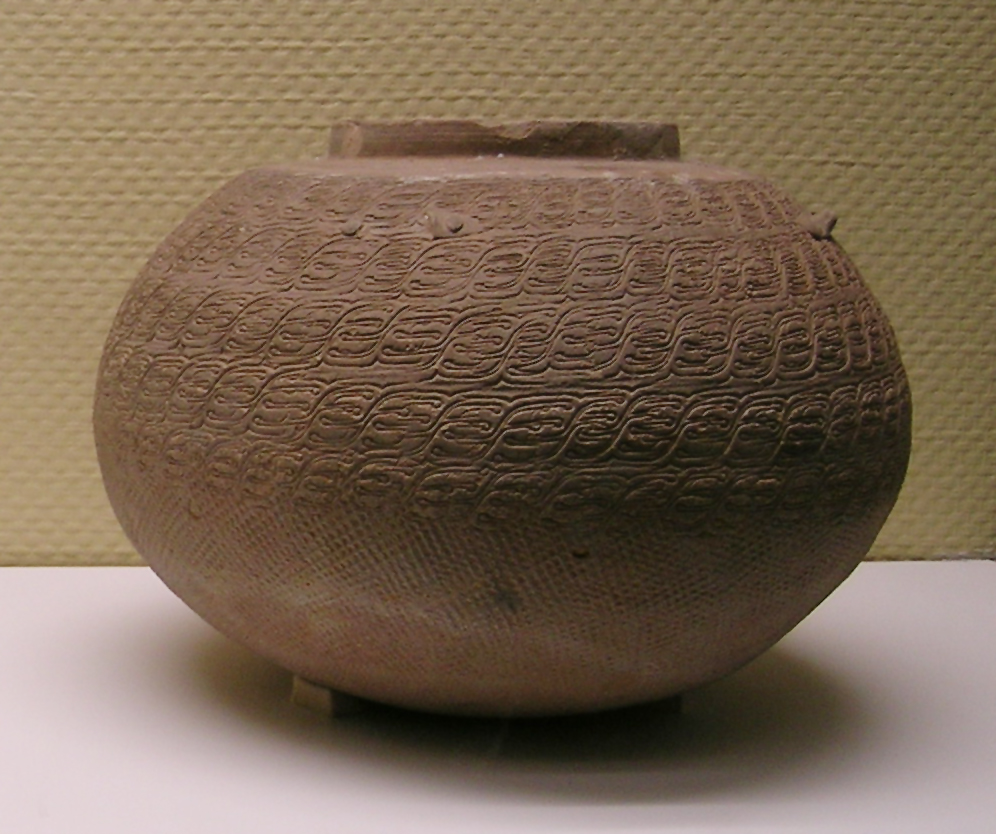
廣州出土的夔纹印纹陶器

226年（三国吴黄武五年），孙权分交州（治所龙编，今越南河内）7郡中的南海、苍梧、郁林、合浦四郡置广州，治所番禺（今广州市），命吕岱为刺史。这是广州之名第一次出现，但是其范围远远超过今天的广州市，地跨今天广东、广西两省，辖七郡，番禺属于南海郡。后陆胤任交州刺史时，由于州治番禺临海，缺少淡水而凿甘溪引水入城北，并建水塘储水，解决了番禺城的用水需要。
晋、南北朝沿用南海郡，番禺为郡治。这个时期，中原北部战乱频仍，汉人大量移入相对安定的岭南地区，促进了广州一带的经济开发。由于外国货物从广州港内运比交趾更为方便，两晋南北朝的海外贸易中心由交趾转移到广州，广州港的海上贸易日趋繁荣。当时输入的商品主要有象牙、犀角、珠玑、玳瑁、琉璃、苏合、郁金、吉贝等。输出则以绫、绢、丝、锦、为大宗，時據計有近十五國的商人，經廣州與中國大陸進行貿易往來，亦由之成為朝廷命官的發財地，有說是「廣州刺史但經城門一過，便得三千萬錢」。
广州亦是当时海外各国与中原进行文化政治交流的重要枢纽。281年（西晋太康二年），大秦使者循海道由广州登陆，到达京城洛阳。同年，印度僧人迦摩罗尊前来广州，在西濠街（今海珠中路西侧诗书路南端的尚果里）建造了第一座佛寺——仁王寺；东晋时高僧昙摩耶舍由海道来广州，建立了第二座佛寺——王园寺，即今光孝寺。此后的中外佛教交流也大多经由广州。

### 戰事
元興三年（404年），盧循率軍攻略南海郡，並進攻廣州治所番禺（今廣東廣州）。廣州刺史吳隱之抵抗百多日後被俘，盧循於是自稱平南將軍，攝廣州事。義熙元年（405年），盧循派使者向晉廷朝貢，而東晉亦因剛剛才從內亂中穩定下來，無力討伐盧循，於是任命盧循為征虜將軍、廣州刺史、平越中郎將，又任命徐道覆為始興相。後劉裕在盧循撤還尋陽後就大治水軍，並命建威將軍孫處及振武將軍沈田子率兵三千，循海道襲取番禺，並於同年十一月攻下番禺，誅殺其黨眾，沈田子又北上進攻其餘諸郡。而在盧循敗於左里後南歸廣州，劉裕亦派了劉藩及孟懷玉追擊。義熙七年（411年）二月壬午日（3月15日），孟懷玉攻克始興郡，殺徐道覆。盧循於三月回到番禺後圍城試圖奪回番禺，但孫處抵抗了二十多日，待至四月沈田子援軍趕至，盧循戰敗逃走。沈田子又與孫處追擊，先後在蒼梧、鬱林及寧浦三郡擊敗盧循，只因孫處患病才停止追擊，盧循於是投奔交州，在交州治所龍編（今越南河內）戰敗投海自殺。

## 隋唐

### 航運發展
隋唐时期的广州仍然维持着海上贸易中心的地位。隋文帝废南海郡，置广州总管府。601年（仁寿元年）因避太子楊廣之讳而改广州为“番州”。607年（大业三年）复置南海郡，属番州。621年（唐武德四年）复置广州，初为总管府，后改都督府。627年（唐贞观元年），分全国为10道，其中岭南道治所设在广州。
唐朝时“广州通海夷道”全程14000多公里，经过30多个国家，航线一直到红海，成为当时世界上距离最长的远洋航线。

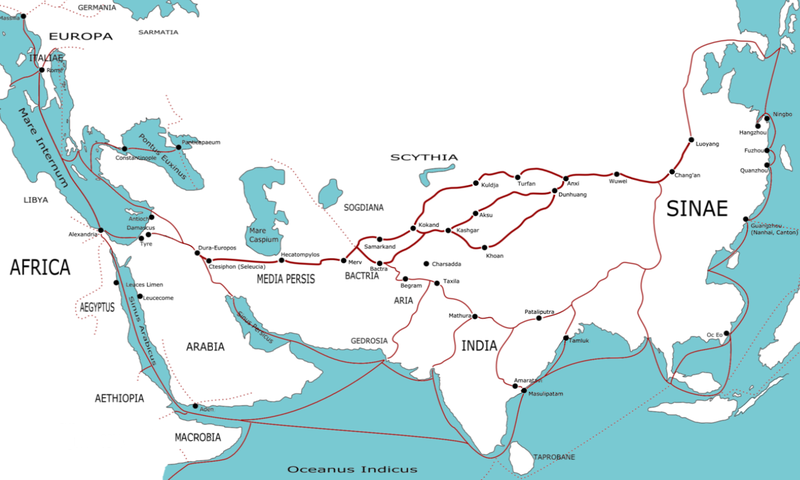
海上絲綢之路：從廣州出發，西至歐洲，東至日本

自中唐以后，西部的陆路交通丝绸之路受到阻断，“海上丝路”代而兴起。作为海上丝绸之路的始发港和枢纽之一，广州的繁盛景象一度达到顶峰。自开辟从广州到爪哇和阿拉伯的航道之后，海上商船来往十分频繁，仅大历年间就曾达到每年四千余艘。在当时，主要的输出商品皆为丝绸、陶瓷、纸、铜钱、铁器和金银，而输入的商品则包括珠贝、象牙、犀角、紫檀木、苏方木、乳香、没药、苏合香等，主要供宫廷皇室使用。唐政府采取鼓励海外贸易的政策，外商可在中国自由贸易。常年聚居在广州的外商有十多万人，官府特别在光塔路附近辟出“蕃坊”作外国人的指定居留地。调查史料唐代印度商人甚至以广州作为中国的代称。
661年（显庆六年），在广州设市舶使，总管海路邦交以及外贸，包括向前来贸易的船舶征收关税，代表朝廷采购外来货品，管理商人向皇帝进贡以及对市舶贸易进行监督和管理。
此时，广州成为中国最早对外开放并从未关闭过的贸易通商口岸，不仅是全国最大的贸易港，也是世界性的贸易大港，更同时是中西文化宗教的交流重地，各国高僧、传教士陆续经由广州来到中国。而此段時期香港屯門成為廣州航行往波斯灣之間的第二個啟航港口，同時亦是進入大洋前最後一個補給物資的供應站，來自印度、波斯灣及東南亞的外國海船前往廣州通商，當時會取道近屯門一帶較為深水的東面航道上廣州。

### 史事
685-688年間，宋璟擔任廣州都督期間，引導民眾用陶瓦建築圍牆，改造商舖與街市，以達致防火要求。
742年（天宝元年），广州改为南海郡；758年（乾元元年），复称广州。
758年（肅宗乾元元年），廣州城被大食（阿拉伯）、波斯的商人私兵包圍，刺史韋利見到此情況就逃跑，兩國商人私兵就在廣州掠倉庫焚廬舍，然後就由海路離開，史称乾元元年胡人掠粤。
862年（咸通三年），岭南分东、西二道，广州为岭南东道治。
唐朝时期，广州州治在南海县，原番禺县（今番禺区）西北，即今天广州市中心地区。
879年（唐乾符六年），黄巢军攻占广州，杀害在广州的众多“蕃商”，據講有10到12萬阿拉伯商人被殺，广州的海外贸易受到重创。

## 南漢到宋元

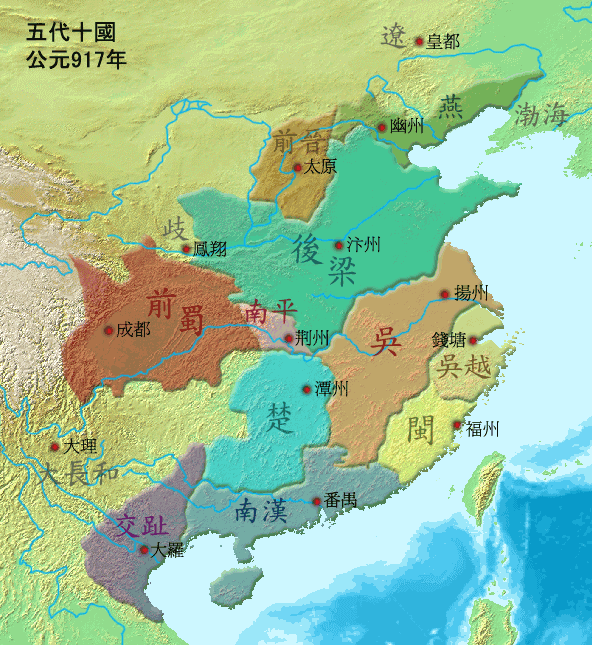
五代十国（917年）之南汉版图

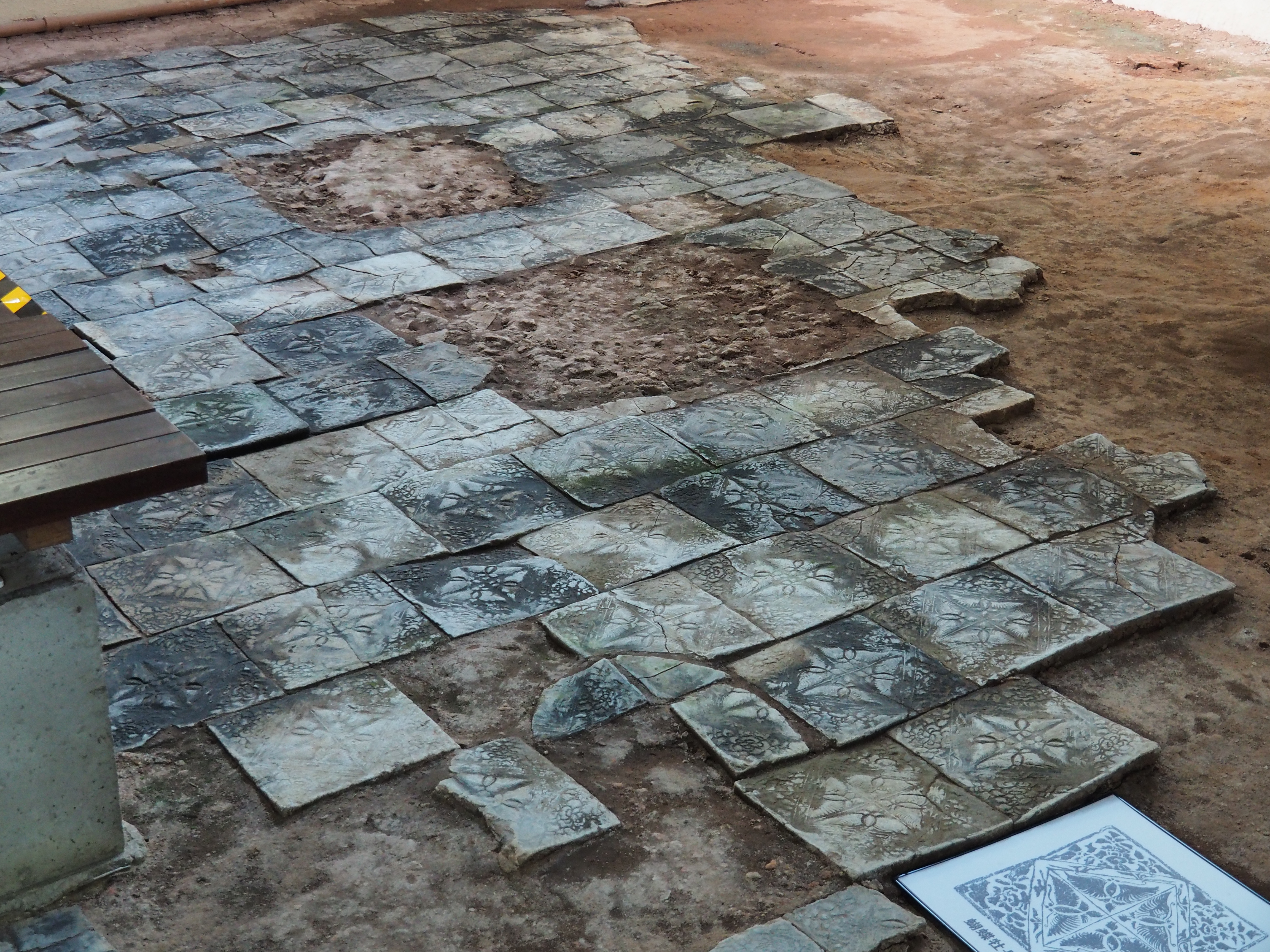
广州南越王博物院王宫展区所展示的南汉宫殿遗址

917年（五代时期），刘龑建立南汉国，定都兴王府（广州），并废南海县改设咸宁、常康二县。这是广州在历史上第二次建都。此时广州的财政收入主要仍靠对外贸易。南漢國時期廣州城亦有史上城垣第三次擴建，禺山被鏟平，城池向南擴展。當時在城區東南西北各建廟宇 7 座，共28 座。同時廣州遍築離宮別院，在城西開鑿西湖（又稱仙湖，在今教育路南方劇場北側），長500餘丈，地連南宮。湖中建洲，為劉龑「聚方士習丹鼎之地」，故稱藥洲。湖中有瑰奇怪石九座，稱九曜石 （故藥洲又名九曜園）。沿湖有亭、樓、館、榭，風景甚美。
971年（开宝四年），北宋太祖趙匡胤灭南汉国，废兴王府及咸宁、常康二县，复称广州，辖南海、番禺、增城、清远、怀集、信安、新会、东莞八县，属岭南道，并在广州设立市舶司。由于中西陆路交通几乎陷于停顿，两宋海运皆十分兴盛。北宋时广州仍为最大的贸易海港，前来广州贸易及朝贡的国家超过唐代，达五十余国。宋初年广州市舶司单是乳香进口额，就占中国大陆进口总数的98%，关税收入也倍于明州（宁波）、杭州的市舶司。时输入广州的舶来品以香料为主，其次是海产品、金属、动物、木藤品等；而广州出口的商品则以丝绸为大宗，其次是陶瓷、茶叶和糖等。
997年（至道三年），北宋设广南东路，广州属之并为治所。
1045 年（ 北宋慶曆四年）廣州城陸續加築中城、東城和西城，是史上第四次擴大城垣。中城（又稱子城）以南漢舊城為基礎；東城以趙佗城舊址為基礎；西城是為了保護新發展的商業區而擴建的，規模最大，三城東西相連，東面在今德政路附近，西至今惠福西路，南至文明路、大南路和大德路，北面在今豪賢路、越華路和百靈路一帶。
南宋中期以后，泉州港超越广州港成为第一大港。1107年（大觀元年），广州升为帅府。1278年（祥兴元年），改为翔龙府。
宋寧宗慶元三年（1197年），廣東提舉鹽茶徐安國派人前往大嶼山緝捕私鹽業者，導致島民大規模反抗，數百人以萬登為首一度進逼廣州城，惟被官兵發射火箭擊潰，及後官兵殺盡所有島民，遇難者130餘名，並留下三百官兵駐守大奚山（大嶼山）。
宋、元交替之际，广州成为宋军与元军最后争夺之地，在战乱中遭到严重破坏，对外通商陷于停顿。1278年（元至元十五年），为江西行中書省轄广东道及广州路治。1279年（至元十六年）崖山之役后，元政府完全确立了广州地区的统治；同年，元政府便派遣广东招讨使出使俱蓝，招谕印度半岛和东南亚国家前来通商朝贡。1286年（至元二十三年），广州始恢复市舶司的设置。
元代的广州仍为仅次于泉州的全国第二大港，是中国对外贸易的重要港口，海上贸易同样繁荣，航道通往亚、欧、非洲各国，来广州贸易的国家达到一百四十余个。

## 明朝
明朝初期，一改宋、元时期的对外开放政策，实行海禁，广州成为向大部分国家的唯一开放的通商港口，重新成为全国第一大港。1368年（明洪武元年）设广州府，为广东布政使司、广州府及番禺与南海县治。
洪武八年（1375年），廣州設衛所。弘治（西元1488—1505年）初，詔治屯田之法。廣州衛所分左右前後四衛，衛各置所。左衛三所九屯，即田步、官橋、明經、石碁、官湧、沙湧、欖山、石頭、新橋，附在番禺縣沙灣、茭塘兩巡檢司。前衛設五所十五屯，坐落東莞縣，其中大步七屯、昆城二屯、東村一屯、東向二屯、小享三屯。
明弘治元年到二年（1488-1489），增城的土豪劣紳還有官兵大肆襲擾瑤山民眾（藍田寒山），燒殺劫掠，瑤民於是推舉譚觀福（横潭峒主）做首領，揭竿起義，聲勢震動增城、新豐、博羅、花縣等地。
廣東布政司劉大夏率兵鎮壓了起事瑤民後，向朝廷請建縣治稱「從化」，縣署就初設於花都橫潭村，以加強官府對上番禺地區的管治。1494年從化縣衙遷馬場田（現街口）。

### 外貿交流
1517年（正德十二年），葡萄牙商人首次來到廣州出售毛織品，廣州棉布亦運銷海外。
明代后期，葡萄牙殖民者的舰队封锁了印度洋航线。嘉靖年间，葡萄牙舰队入侵广州，发生屯门及西草湾之战，明政府在战败葡人后封锁了广州。但葡萄牙人转而占据澳门，基本垄断了广州的对外贸易。1567年（隆庆元年），由于沿海倭寇逐渐平定，明朝开放海禁，默许私人进行对外贸易。
1578年（萬曆六年）明政府重新允許外國商人進入廣州進行貿易，東南亞各國商人和其他外國商人，就不再停留澳門而紛紛直接前往廣州貿易，貿易重心轉移。廣東地方官員亦制訂詳細辦法，管控當地增長的外商和外貿活動，包括要求外商仍要在指定場地居留，必須有同業組織指定的富有華商做「擔保」，而不遵守的外商有機會無法獲得當地服務和生活用品。轉變中代為外商服務的牙行不斷壯大，萬曆後朝貢貿易的變體公行逐步形成：即專門代理外貿的買辦商人十三行，市舶司的外贸具体业务也为牙行所操纵。
1582年（萬曆十年），葡萄牙教士利瑪竇應召前往中華傳教，8月7日到達廣州香山澳（澳門），宣傳天主教教理，在廣州城時下榻懷遠驛，翻譯西洋學科數種，往返廣州與肇慶。這是天主教與西學首次在廣州傳播。

### 商文娛發展和粵劇萌芽
明初嶺南詩派南園前五子之首孫蕡曾作廣州歌，記述了廣州城南濠畔一帶歌舞曲藝興旺，當時歸德門外食肆眾多，歌舞藝伎如雲，其中就不少是土腔女伶，規模比秦淮河更繁盛幾倍。
但在1521年（正德十六年），欽差提督學校廣東等處提刑按察司副使魏校（江蘇崑山人），正式宣佈演戲違法。廣州城內原在明嘉靖年間（1522—1566），有幾座金花夫人廟演戲比較興旺，演期可長續幾個月，但魏校禁戲後廟就被拆光，只剩下城外河南一間金花廟。
而廣州城中外來的封疆大吏集中駐紮，同系的外來商人資本湧入，支持同系外來戲班在當地有實力組織梨園會館，排擠本土戲班。本土戲班在被邊緣化之下，轉群集至相對少外來官吏駐紮的佛山鎮，在明萬曆年間（1573－1620）成立瓊花會館，為本土戲班行會發端。

## 清朝

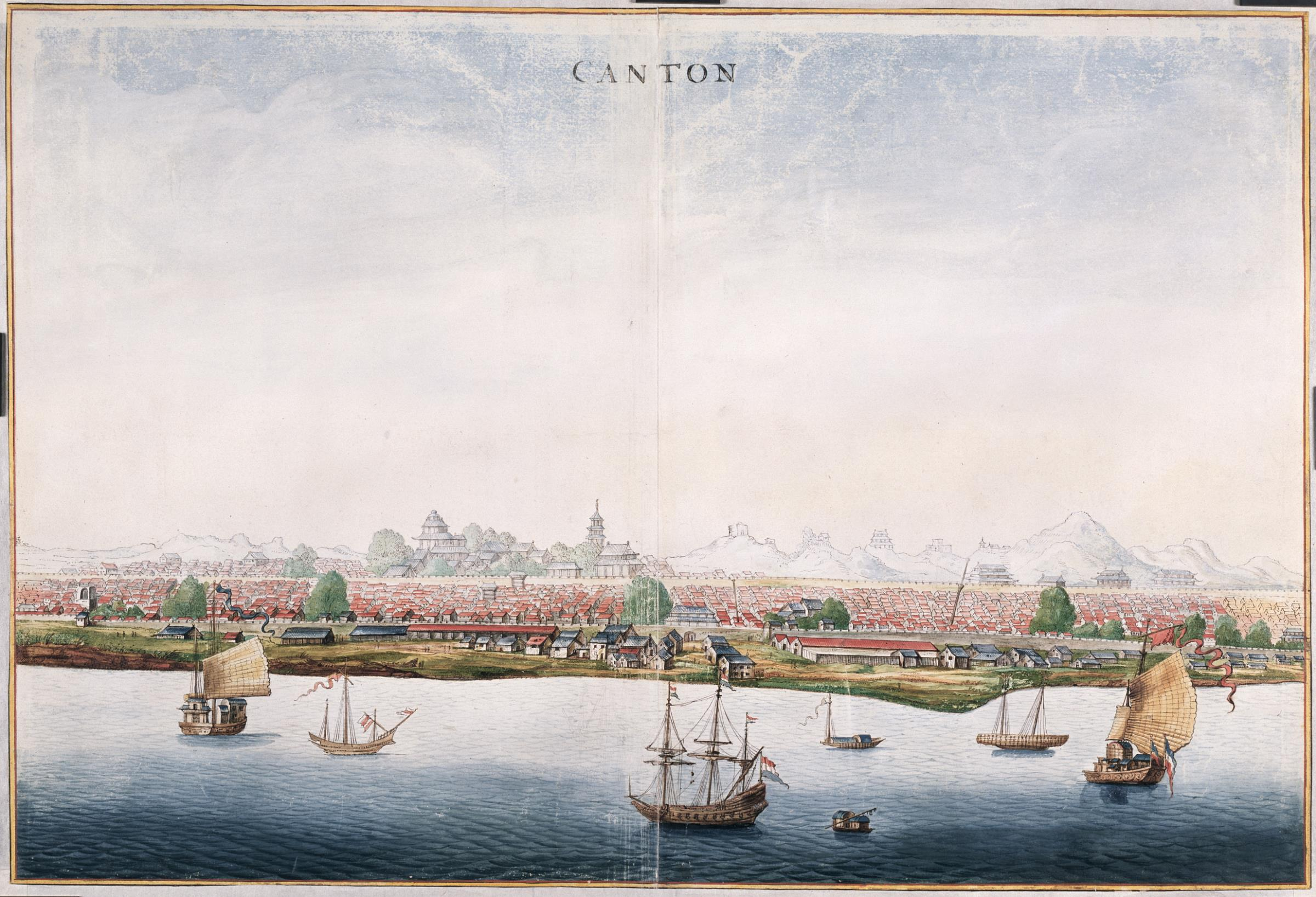
1665年的廣州風景，沿江是東印度公司的商船

1646年（清顺治三年十一月初五），清军占领中原后，南明绍武帝朱聿讁在广州建都，这是广州在历史上第三次建都；同年十二月十五日，清兵攻入城内，绍武帝自缢而死（一说被杀）。
1650年（清顺治七年，南明永曆四年），「平南王」尚可喜与靖南王耿继茂指挥清军的汉军镶蓝旗，围攻广州城达10个月之久，动用荷兰炮手及楼车攻城，终于在11月24日攻破广州城，此后直到12月5日的12天内，在广州城及其附近四十里内进行大屠杀，據載死亡人數有約八千、八到十萬、超过十万至七十万等說法，史称庚寅之劫。广州市社会科学研究所認為“七十万人”显然不可信，因为明末广州府十三县人口总共才40万人。後真修和尚雇人收拾民眾遺骸，在东郊乌龙冈，‘聚而殓之，埋其余烬’，合葬立碑。
後广州再次成为广东省会、广州府及番禺与南海县治。1680年（康熙十九年）削藩后，朝廷又加设广州将军一职，统领驻扎在广州的八旗官兵，并节制广东全省绿营兵。
1660年（清順治十七年）英國在遠東開辦的東印度公司，開始將藤料運到廣州，又從廣州購進藤製品運回英格蘭。
雍正三年（1725年），裁併各衛所，其屯田糧丁並歸附近州縣。以前衛屯田俱坐落獅子洋，屬番禺縣境內，是以撥附番禺管理。位於東莞縣內的原前衛五所十五屯從此劃歸番禺鹿步巡檢司，成為飛地，改為十五屯堡。
1757年（清乾隆二十二年），宣布广州为全国唯一的对外通商口岸，史称“一口通商”，并由指定的广州十三行代理全中国的对外贸易。“一口通商”使当时的广州（欧洲商人称Canton）得以独揽全国外贸，国际知名度迅速提高，成为世界第三大城市（次於当时的北京，英国的伦敦之后），是广州历史上最辉煌的时期之一。直到上海开埠前，广州一直是东南亚的贸易中心，西方各国都在这里设立商行。不过户部除粤海关（及其口岸）以外的江浙闽三海关及其下属各口岸，仍有维持运转。

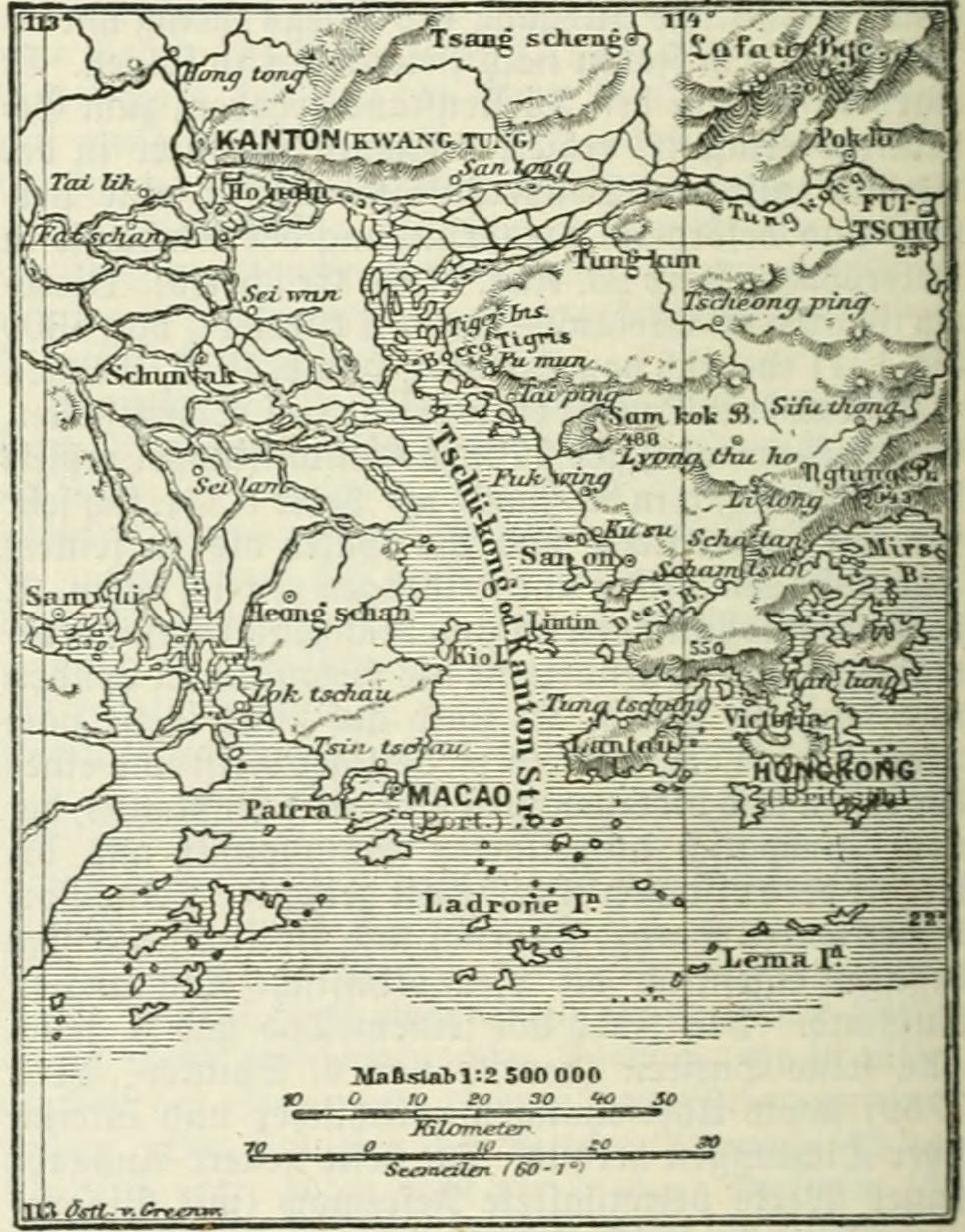
1888年德国绘制的广州、澳门与香港地图

1801年，有部分外國商人在廣州聯合組織了一個臨時保險協會，對每艘船所載貨物提供保險，承保限額為1.2萬銀元。這是外商在華經營海上保險業務的開始。隨後，一些印度加爾各答的保險機構也在廣州設立代理處。
1805年（清嘉庆十年），英商渣甸（即怡和洋行）與寶順兩家洋行為主，在廣州創建諫當保安行（Canton Insurance Society），亦稱廣州保險社或廣州保險協會，經營水火險和意外險。這個是外商在大中華設立的第一家保險公司。
1814年（嘉慶十九年）前後，廣州城郊沙貝村鄉民用東南亞藤編織的藤笪、藤席、藤織件、藤傢俱，花色品種多達五千餘種，在廣州市場大受歡迎。
1830年（道光十年），廣州水域出現第一條以蒸汽機為動力的英國福士號商船，外國商船開始進入廣州水域營運。
1836年左右，有丹麥人於十三行地頭開設了廣州第一間咖啡廳，也是大中華第一間咖啡廳，可同時接待華洋人士。
1839年，林则徐担任两广总督，开展禁烟行动。同年4月22日，林则徐于虎门海滩销烟。
1840年夏，四十八艘舰船和四千余名官兵组成的英国远征军封锁了广州珠江口，鸦片战争爆发。1841年五月，广州城郊三元里发生民众自发抗击英国侵略者的斗争。随后广州对外贸易的垄断地位随着1842年《南京条约》的签订宣告结束。此条约迫使清政府了开放除广州以外的四个港口，分别是福州、厦门、宁波和上海。

## 近代

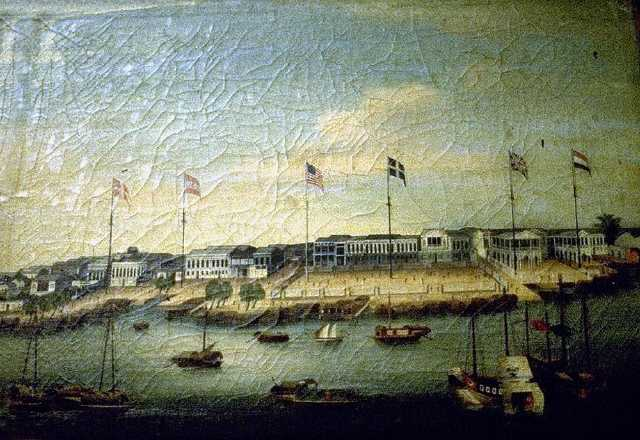
1780年油画描绘广州十三行外贸易特区的丹麦、西班牙、美国、 瑞典、英国、荷兰夷館

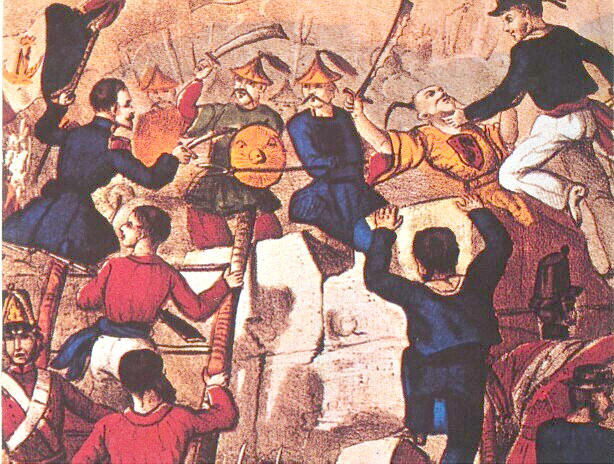
第二次鸦片战争下的广州

1842年，《南京条约》签订，实施“五口通商”，广州随即失去了对外贸易的独特地位，居于全国外贸中心的地位逐渐丧失。自1845年后，广州港进出口货物总值不断降低，从咸丰三年开始，英国对华贸易已大部分转向上海，广州港在外贸上的中心地位，已为上海港所取代。香港被割让给英国后辟为自由港，逐渐代替广州成为货物的集散地。此外，由于《南京条约》取消了外商只能和十三行贸易的规定，进出口贸易的实际经营权逐渐为外国在广州的洋行所控制，广州港的外贸自主权逐步丧失。
1854年6月10日广东天地会首领何禄在东莞石龙墟起义，7月5日，广东天地会首领陈开在佛山起义，自称“红巾军”，号召“反清复明”。红巾军于7月20日率会众10余万攻打广州，围城历时10月。后守城清军在香港总督支援下击退了红巾军。
1855年（咸豐五年），廣東航商受傳入外國蒸汽船吸引，率先購買美國造「威拉特」 、「星火」、「金髮」 3條輪船，懸掛美國旗航行於省河（珠江廣州地區河段）一帶營運，史稱「詭寄」經營。
1856年10月，广东水师接获告发在广州检查一艘名为“亚罗号”的商船，逮捕了怀疑与海盗有关的12名水手。由于亚罗号曾在香港注册，英国驻广州领事巴夏礼不顾其香港执照已过期，向两广总督叶名琛施压要求放人。叶名琛经交涉后答应释放全部水手，但英方拒绝接受，开始炮轰广州城，广州海关停止贸易。英军迅速占领了城南沿江各炮台，并一度攻入广州内城，但最后撤军。12月，十三行遭焚毁。1857年12月，英法联军攻入广州城，两广总督叶名琛被掳走。广东巡抚柏贵擅自接受由巴夏礼、哈罗威、修莱等组成的委员会负责广州治安的要求。
1858年7月，广东民团局进攻广州城，但被英国炮兵击退。1861年10月，英军依《中英北京条约》撤出广州。
随着洋务运动发展，广州地区开始出现近代工业。同治十一年，暹罗（今泰国）华侨陈启沅在南海西樵首办继昌隆机器缫丝厂，为中国第一家近代民族工业企业，革新了广州地区的缫丝业。同治十三年，两广总督瑞麟办的“广州机器局”成立，制造枪炮、轮船；两年后，购买了英国人办的黄埔船坞，用以修理舰艇。此外棉纺织、造纸、印刷、船舶修理等工业也有发展。
1908年（光緒三十四年），廣州永成航業公司在廣州去梧州的航線上第一次採用花尾渡為運輸船用。 

## 民国时期

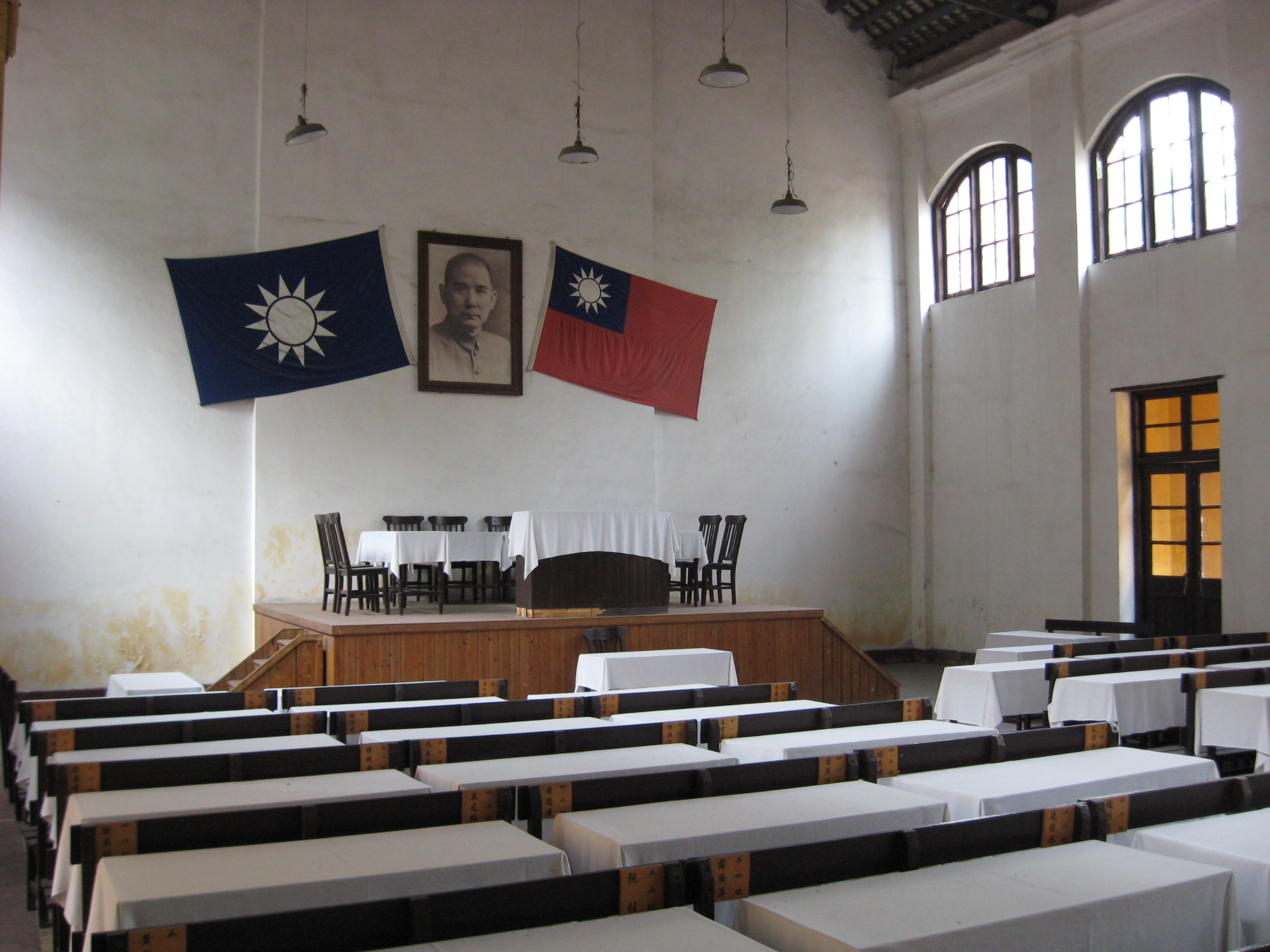
国民党一大会址

1910年2月12日，倪映典率千余名新军于燕塘起义，被镇压。1911年4月27日，黄兴等人在广州发起黄花岗起义（又稱「辛亥廣州起義」），但以失败告终。1912年（民国元年），国民政府废广州府，成立广东军政府。
1917年7月初，孙中山抵达广州准备另立国民政府。8月25日，约百名原北京国会议员在广州召开“国会非常会议”，成立中华民国军政府，选举孙中山为大元帅，行使中华民国行政权，展开护法运动。
- 同年有商人出資在河南岐興中約建築五和市場，當時樓上為茶肆樓下是市場，其為廣州市第一座街市，不過後因辟馬路而被拆[53]。

后因“非常国会”倒向桂系，于1918年以七总裁代替大元帅，迫使孙中山离开广州。同年，设立广州市政公所。1918年10月19日，市政公所发出第一号布告，宣布将拆除全部城墙，将旧城墙基开辟为马路。
市政公所成立後，著手規劃建築公共街市，于1919年在禺山原關帝廟處（現名盛廣場），落成投入第一座市營公共街市（亦為民國年間唯一公營街市）禺山市場。
1918年第一次世界大戰結束後，粵僑返鄉帶來不少僑匯，時值廣州市實行市政改革，興起地產風潮，大批僑資入市，促進了東山地產的開發。
1920年，陈炯明指挥粤军进攻广州驱走滇、桂两军。孙中山于11月底重返广州，重建军政府，第二次护法运动开始。1921年4月，非常国会声称成立中华民国政府，选孙中山为大总统，在广州就职。
1921年2月15日《广州市暂行条例》公布实施，广州市政厅成立，孙科任广州市首任市长，广州也因此成为中国首个市。同期，广州市政公所改为市政厅工务局，负责规划新辟街道、公园、市场等工程事项。首屆市政府成員組成充分體現市政管理人才專門化原則：市長孫科係孫文之子，係美國加州大學市政科畢業生；市政廳屬下工務、衛生、教育、公安、財政、公用六局，局長三人為美國留學生，兩人為日本留學生，一人為法國留學生，時人就此評價市府為「洋化機關」。市政府其餘職員中都有20幾人有西方大學教育背景，政府中人受過中高等教育的佔89%。因此人言：“廣州市長局長，盡留學專門家，其他職員有專門學識者至百分之八十以上，其汲引新人才，可謂至矣”。
1922年夏，徐世昌下台，陈炯明要求孙中山下野。6月16日，发生炮击总统府事件。孙中山离开广州，二次护法失败。
1923年（民國12年），南華置業公司以南益堂名義，經市政府批准於一德東路建設南益市場，其於1925年（民國14年）6月落成投入，為當局批准的首個商營公共街市。

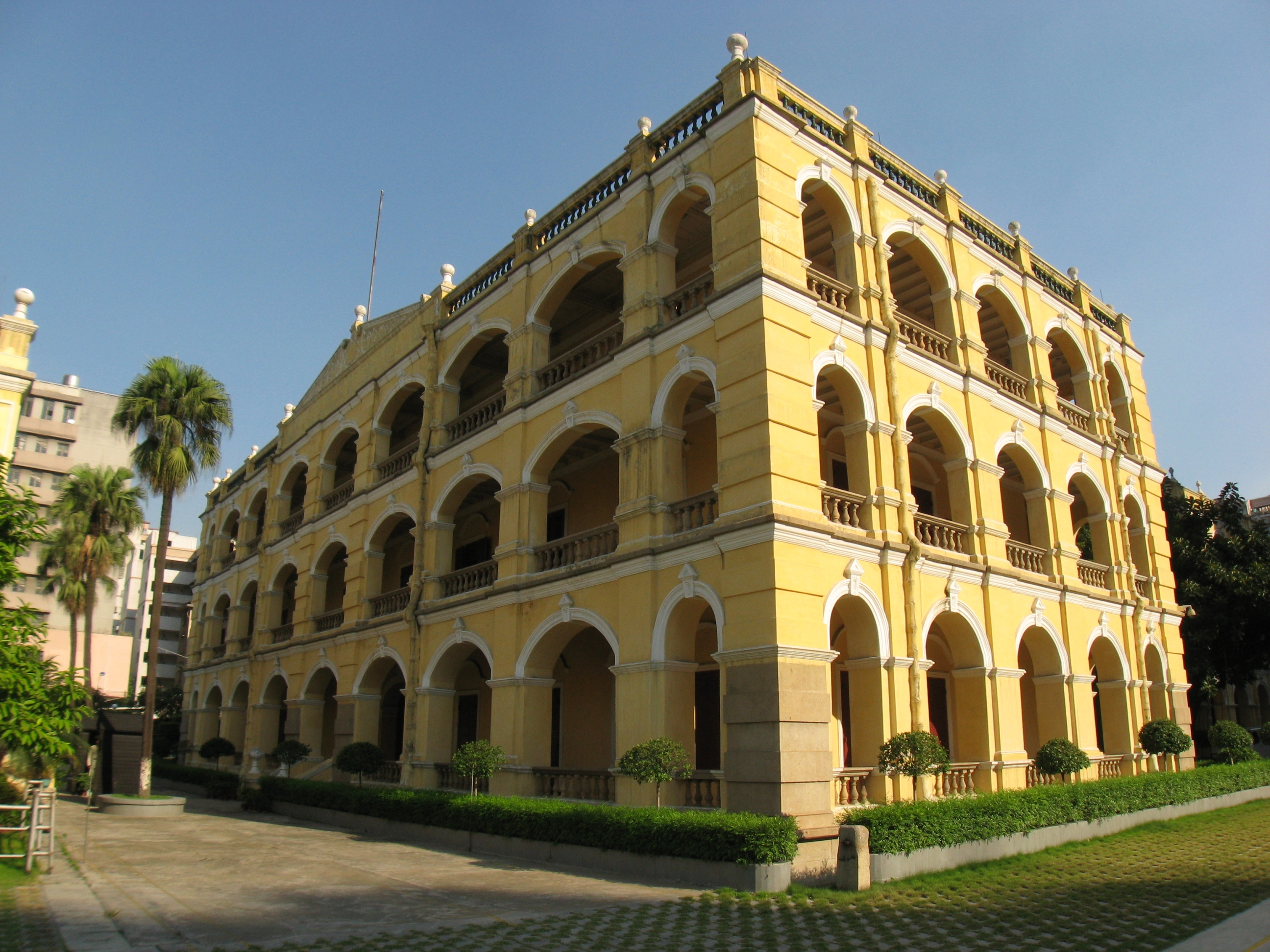
大元帥府

1923－1927年的国共合作时期，广州是声势浩大的國共兩黨的革命运动的中心。1923年1月，陈炯明被刘震寰的桂军、杨希闵的滇军以及谭延闿的湘军驱走後，效忠孫文的各軍進駐省城。當時形成局面是，西关和老城由谭的湘军、杨的滇军占据，东北关由刘的桂军占据，河南一带则仍是本地的李福林主持。
1923年2月，孙中山重返广州建立陆海军大元帅大本营。1924年1月，中国国民党在广州举行了第一次全国代表大会，开始实行“联俄、容共、扶助农工”的方针。1924年3月，駐省城的湘军、滇军联合成立办事处，组织联合巡察队，维持广州的治安。
同年6月，孙中山在蘇聯幫助下在广州長洲黄埔创办了中国国民党陆军军官学校，为国民革命军培养军事人才。10月，廣州商團事變爆發，衝突及其中的大火最終造成上千人死亡，以及中心商業區西關的大量的房屋與財產損失與難民出逃。
1925年6月19日，在广州爆发漫长的省港大罢工。6月23日，当罢工工人从广州东校场游行至沙基路面时，遭到英法军警开枪扫射，即为后所称“沙基惨案”。罢工一直持续到1926年10月，历时16个月。1925年7月1日，中华民国国民政府在广州正式成立。4日，广州市政委员会成立，伍朝枢任委员长，行使市长职权。
1926年7月9日，蔣介石在廣州东校场带领國民革命軍誓师北伐。同一时期，毛泽东、彭湃等人在这里举办了农民运动讲习所，为中国共产党培养骨干力量。1927年4月15日，“四·一二”事件之后，李济深在广州戒严，发起“清党”，持续逮捕处决两千多名所谓“共产党员”。12月11日，张太雷、叶挺、叶剑英等乘廣州防務空虛，策動部分張發奎部隊同人力車工會等工人，於廣州發起暴動，其間佔據省會公安局，成立廣州蘇維埃政府。張太雷暴動期間於街頭，被廣州機械工會糾察隊擊斃。後張發奎撤退到河南地，會同李福林協同回防粵軍等，三日後平息暴亂。
1928年11月11日，廣東航空處處長張惠長等3人駕駛廣州號飛機，由廣州起飛，經漢口飛南京、北平、瀋陽、天津，成功完成大中華歷史首個長途飛行。
1929年，陈济棠开始主政广东。是年夏，桂军进犯，于粤东与粤军交战，广州一度告急。1931年5月，孙科、陈济棠、唐绍仪等在广州通电反蒋，成立广州国民政府。12月宁粤和谈，蒋介石下野，广州国民政府撤销。1929年至1936年为陈济棠主政广州时期，广州的经济、文化、交通和城市建设有显著发展，留下了海珠桥、中山纪念堂、中山大学五山新校舍、爱群大厦等著名建筑。1930年，广州曾一度改设特别市，同年改省辖市。1936年，陈济棠与李宗仁、白崇禧等通电全国抗日讨蒋，发动两广事变，广州金融动荡。7月反蒋失敗，廣東空軍叛投南京，中央军进驻广东，陈济棠離開去了香港。粤汉铁路也在同年修通。
1936年11月廣州天河機場（今天河體育中心一帶）開闢廣州到越南河內的航線，此為大中華民航史首條國際飛機航線。

### 抗日战争时期
1937年，抗日战争爆发。其后至沦陷前，广州的外贸和生产直接向北方供给军需和日用消费，直接支援北方的抗战，因而成为日军重点轰炸目标之一。9月起，日军无差别轰炸广州不断，财产损失、平民死伤皆无数。1938年10月14日，日军第18师团、及川支队、第104师团自大亚湾登陆，广州市进入战备状态，市政府撤至粤北。10月20日增城会战中，中国军队失利，日军突破守军防线，进攻从化、花县。是日晚，第4战区在广增公路两侧布防，阻击日军。10月21日，日军占领广州市区。至10月29日，广州全线失守。12月21日，日军组织成立日佔广东省政府。此后半年国军与日军于广州市被多有争夺战，至“良口战役”后陷入相持状态。

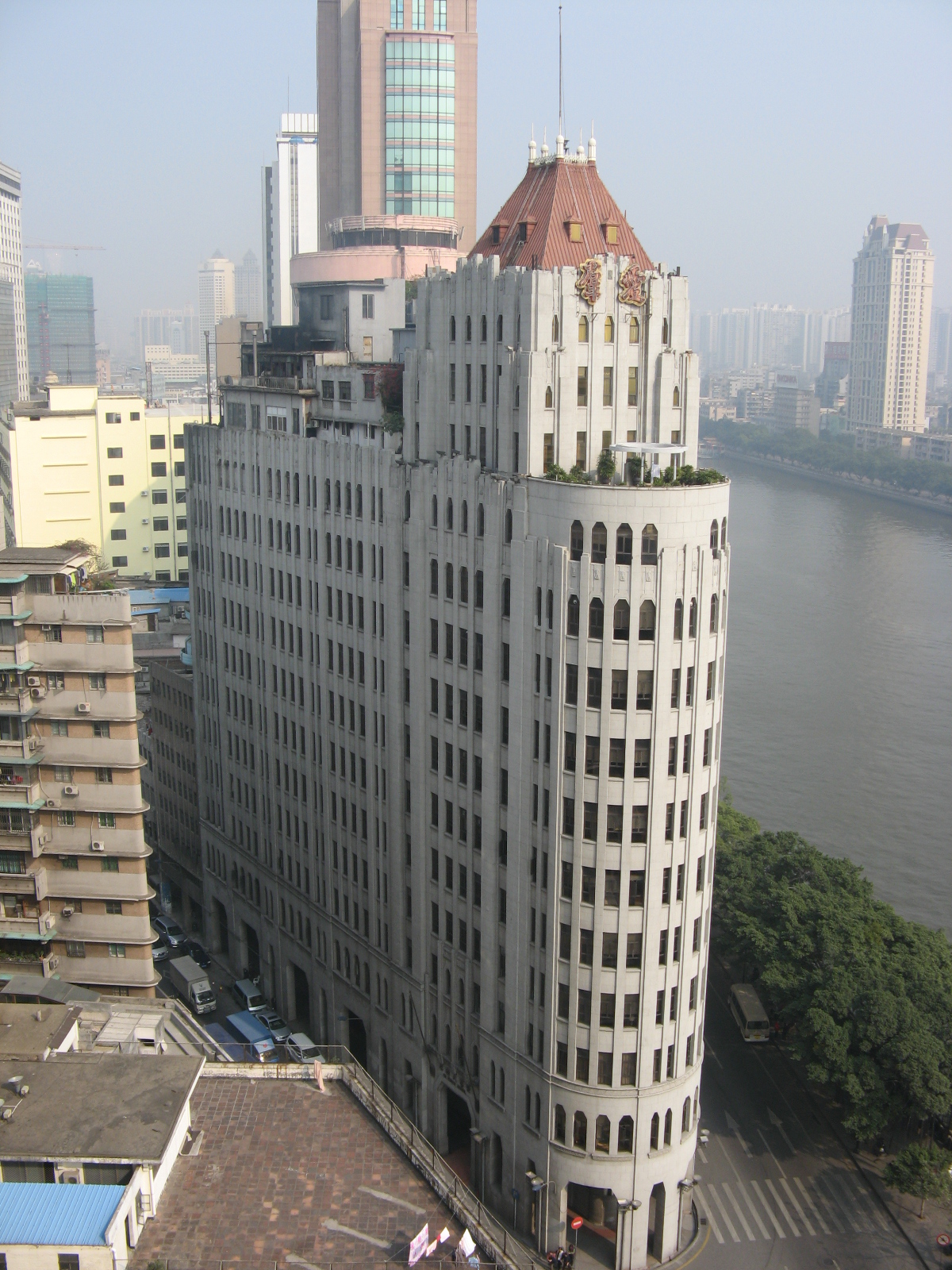
爱群大酒店，廣州第一面中華人民共和國國旗升起的地方

广州沦陷之前人口超过120万，沦陷后减至30万，绝大部分逃至香港，工厂亦随之迁移。1942年香港沦陷后发生粮荒，又有逾46万人回穗。广州沦陷期，各类抗日活动不绝。日军进城初期大肆烧杀姦掠，后实施高压统治，致使经济文化萧条。1943年广东大旱，饿殍遍地，将死者爬入海珠桥底桥洞呻吟等死，被称为“升仙洞”。
日军占领期间，日军的秘密8604部队（731部队的支队）曾经在今中山大学医学院（原中山医科大学）进行对囚犯进行细菌试验。1945年8月15日，日軍投降，8月16日，国军进入广州，广州光复。

## 国共内战与中共上台
1947年復為行政院院轄市。

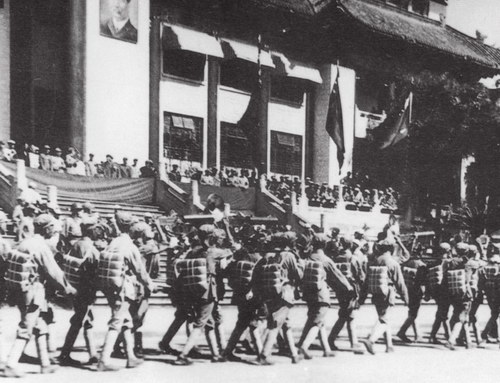
1949年10月14日，中国人民解放军进占广州

1949年2月，中國人民解放軍逼近长江，国民政府南迁广州。10月14日，解放軍陈赓部击败了守卫广州的中華民國國军，占领该城。此后广州为中华人民共和国中央人民政府直辖市、广东省人民政府驻地。
因对中共政权存有顾虑，故不少教育机构开始迁往香港，例如真光中学和珠海学院等，私立岭南大学在被杀校後亦在后期在港复校，剩下学校的校舍或组织均被解放军广州市军事管制委员会接管，所有私立或教会学校从此荡然无存。
1954年6月19日，根据中央人民政府《关于撤销大区一级行政机构和合并若干省、市建制的决定》，广州併入廣東省建制，改為省轄市至今。1956年，当局开始推行公私合营，措施使所有私人经营的商号都被充公，变成“国有”，大量商人逃往香港，形成今日穗港两地均有同一老字号的局面，由家族後人真正持有的百年老铺在广州绝迹。
1957年的反右运动中，大量知识份子被打成“右派”而受到迫害，引发第一次大规模以知识份子为主的逃港潮，使香港人口的粤语广州话使用者大增，香港政府亦推动广州话作为香港的通用语。
1958年当局发动大跃进，令广州出现严重的粮食短缺和饥荒，市内各餐厅和单位只能改以番薯作为主要粮食，至8月份由居民、集体伙食单位和饮食行业购买的的番薯达272万斤，比上月节约大米68多万斤，这种“以番薯当饭食”的情况直至1965年才结束。1960年8月起，当局开始推行布票，每人每年亦一丈三尺六，这个长度一般仅能制作一个成人的一条长裤和一件短袖衣。那时的俗话是“新三年，旧三年，缝缝补补又三年”。其他民生用品，诸如粮、油、糖、蛋、鱼、肉、柴、煤，亦全部需凭票定量供应，而鸡蛋只供给孕妇，需提供婴儿出世纸。商店的大部分橱窗空空如也，即使有货也标明是“陈列商品”。因广州人几乎家家都有亲戚在香港，故不少家庭经常收到港澳和海外亲戚寄来的物品。中苏友好大厦是领取海外副食品邮包的最大物流中心，不少香港人每次回穗都携带大量包裹和行李以接济亲友，其中不乏牙膏、番枧、花生、豆子等日用品和食品，不少物品需打重税也在所不惜。
1962年6月1日，由於坊間傳聞“英国女王生日，大赦边境3日，没通行证也可进入香港”，上万市民與其他省的民眾群聚广州火车站（大沙頭站）一帶，意圖乘火车去深港边界，原本直行可通广九小学的白云路滿是人潮，史称东站事件。無票滯留的人後期鼓譟，部分人冲击了东站警署，警方派的宣传车也被民眾推翻。到6月2日凌晨1时起，當局宣布戒严，警方出动民眾散去。後邊高官開內部會，陶铸定之為所謂敌我矛盾，促成決定出動军队。到6月6日，當局派出一个营全副武装的解放军士兵，封锁车站两头，往外驱赶人群。还有一队士兵从车站内往外推进。市政府的宣传车在場用高音喇叭广播。行動中有几十人被拘捕，大部分冲火车站的民眾被驅散。至当天晚上，有1600多人被捕，火车站外被戒严部队把守。
1966年，文化大革命发生後，市内陷入混亂狀態，經濟近乎癱瘓，所有學校停課搞「階級鬥爭」，後來學生在校園「復課鬧革命」，但很多學校已被「讀書無用論」的風氣籠罩，文化課學習極不規範，老師上課缺教材和講義，並且文化課經常變成「革命大批判」的政治課。文革期間，歷史建築受到非常嚴重的破壞，石室圣心大教堂的彩色玻璃全被打碎，甚至變成垃圾場；光孝堂的書籍被焚燒；光孝寺和六榕寺的百年佛像和神像被打爛，後者的大部分廟宇被拆；琶洲塔的寺廟被拆；華林寺的五百羅漢像全部被毀；四牌樓被砸碎；黃花崗七十二烈士墓的碑文幾乎全被破壞；在廣州昔日園林寺觀中，保存下來的古代匾額數之不盡，僅光孝、六榕兩寺廟，往日匾額對聯多不勝數，但在經歷文革後均蕩然無存。大量的地名和商號也被改名，如蓮香樓被改成「東升樓」，六榕路、朝天路、米市路三條路，變成南北「朝陽路」等，像北京路至今沒有恢復原名。
1967年8月，广州掀起打“劳改犯”运动，当局的文革思想是人们应对“阶级敌人”充满“阶级仇恨”，而“劳改犯”属于“阶级敌人”。在广州城内的德政路被杀的人最多，当时只要有人叫一句“这是劳改犯”就立刻会有一群人上前用木棍、水喉铁管甚至用枪去将其打死。据报，吊死、砸死、打死和打死後抛进珠江的人数几乎达到200人。
1972年，广州有5376人偷渡到香港，其中947人逃出。1973年，4893人偷渡到香港，其中454人逃出。
1974年，6074人偷渡到香港，其中755人逃出。1975年，3809人偷渡到香港，其中408人逃出。
1976年，因上山下乡运动運動而被迫上山下鄉的廣州知識青年有8萬多人，是文革十年中人數最多的一年，下鄉是很多人一生中的轉折點。同年，廣州有2967人偷渡香港，其中379人逃出。
1977年，5245人偷渡，其中457人逃出。1976年至1977年，每年被羈押逃港者有7000多人，约占羈押总数的60%。
1978年，偷渡的人数陡增至14278，其中1958人逃出。
1979年，广州偷渡香港之人数为28378人，其中5127人逃出，是中共建政后但最大值。其中東郊的沙河公社、东圃公社、员村、沙河、五山等地據計有1400多人企图越境。偷渡者中，青少年占绝大多数，25岁以下的25253人，30岁以上的仅百来人。當中约2万人是步行越境，第二是扒出口火车。第三是用小艇偷渡，多是郊区和水乡民眾採用。1978年和1979年被羈押的逃港者剧增至2 .4万人和5 .3万人，1981年后才大幅度下降。這個時代廣州人以督卒指代過境，取自象棋术语，比喻过河卒子，有去无回。
1984年10月，划为国家计划单列城市。在2000年花都市和番禺市被撤销，成为广州市属区。其後陸續添併从化、增城，从化和增城成为广州的县级城市。
1990年10月2日，广州市白云机场发生一起空难事故，导致128人死亡，52人受伤，两架飞机被毁，一架飞机严重受损。
1995年代到90年代尾，廣州市不斷改變國有、集體企業結構，期間依照上級部署，搞大規模裁員以及 “關、停、並、轉、 破“（解散企業）,致使國有、集體企業大幅度減員，產生大量失業人員需要重新安置。與此同時，外來勞工來穗佔據了大量崗位，本市失業者普遍年齡偏大、學歷偏低、技能單一，在就業競爭中處於不利的地位。
1997年，全市國有、集體企業失業職工總數為4.5 萬人。
1998年，当局提出“一年一小变，三年一中变，2010年一大变”的发展规划。同年全市國有、集體企業失業職工總數為6.85萬人。
1989年，「廣佛同城化」成為討論的熱點議題，另外電視台、電台、電信等相互落地，並草擬撤消兩地收費站，以後將使兩地人民交流更加密切。
1999年，受亚洲金融风暴與國家調控層面的冲击，广州的商务写字楼被大量空置、积压，空置率达到27.2%，销售基本停止，市道低迷。同年全市國有、集體企業失業職工總數為4.27萬人
1991—2000年間，廣州市的城鎮登記失業人數逐年累計達到1'547'503人，每年登記失業數據徘徊於3%左右。

### 21世纪
2000年5月，经国务院批准，撤销花都市和番禺市，设立花都区和番禺区，成为广州市属区，从化和增城成为广州的县级城市。其後陸續添併从化、增城。同年全市國有、集體企業失業職工總數為3.4萬人
2001年11月11日－25日，在广州成功举办第九届全国运动会。
2003年1月广州国际会展中心首期工程建成投入使用。该中心首期投资40亿元，占地43万平方米，总建筑面积39.5万平方米，有三层共16个展厅，有国际标准展位10200个，是目前亚洲最大、世界第二的会展中心，面积仅次于德国汉诺威展览中心。
2003年2月广州市第十一届人大常委会举行第39次会议。会议接受林树森辞去广州市市长职务的请求，决定任命张广宁为广州市代理市长。
2003年4月13日～14日，中共中央总书记、国家主席胡锦涛在广州视察。到三间医院慰问医务人员，指导抗击“非典型肺炎”工作。4月30日，国务院总理温家宝在广州考察非典型肺炎防治工作。
2004年4月10日“爱我广州，支持申亚”万人跑暨签名活动在广州天河体育中心举行。这是广州自2010年亚运会申办委员会正式成立以来的首次组织的大规模群众性活动。同年7月1日在卡塔尔首都多哈亚奥理事会的全体大会投票表决结果显示广州成功申办2010年亚运会。
2005年5月广州市政府正式收到广东省政府《转发国务院关于同意广东省调整广州市部分行政区划的批复》。国务院同意撤销东山区、芳村区，新设立南沙区和萝岗区两个行政区。
2005年7月21日，江南大道中中海珠城广场工地基坑南端约100米长的挡土墙发生倒塌事故，导致邻近的海员宾馆和一幢八层的居民大厦出现倾斜，部分墙面开裂。最后海员宾馆大楼倒塌，造成3人死亡。海珠区临时转移安置199户居民共572人，广州地铁二号线曾暂停部分区间的运营。
2006年1月1日纪念“广州城建2220周年”元旦万人健步行活动在广州天河体育中心举行。广州地区100多个单位近万人参加了健步行活动。
2006年10月15日－30日，第100届中国出口商品交易会（广交会）在广州举行。温家宝出席大会并宣布从下届（第101届）起，中国出口商品交易会正式更名为中国进出口商品交易会。
2008年5月7日，举行2008年夏季奥林匹克运动会火炬接力仪式。北京2008年奥林匹克火炬接力广州站传递活动起跑仪式在广州白云国际会议中心西广场举行。广东省委书记汪洋将火炬交给第一棒火炬手——雅典奥运会跳水冠军杨景辉，并宣布广东暨广州站奥运火炬接力开始起跑。省长黄华华，市委书记朱小丹分别代表广东省和广州市致词。市长张广宁主持起跑仪式。
2009年11月12日，广州第16届亚运会倒计时一周年仪式暨2009年世界城市和地方政府联合组织世界理事会会议文艺晚会在广州体育馆举行。汪洋与科威特国副首相、亚奥理事会主席艾哈迈德·法赫德·萨巴赫亲王共同启动倒计时一周年仪式。
2010年2月10日广州中山大道快速公交试验线（BRT）在经历了历时一年多的施工后，正式开通运营。
2010年4月16日广州市第十三届人民代表大会第五次会议在白云国际会议中心世纪大会堂闭幕。会议选举张桂芳为广州市第十三届人民代表大会常务委员会主任，万庆良为广州市市长，谢宝怀为广州市第十三届人民代表大会常务委员会副主任，周素勤为广州市第十三届人民代表大会常务委员会秘书长，余堪赐为广州市第十三届人民代表大会常务委员会委员的决议。
2010年11月12日第十六届亚洲运动会开幕式在广州举行，中国国务院总理温家宝出席并宣布开幕。
2017年二季度广州市公布有69个城建项目正式开工；其中城市更新项目11个，重点“三旧改造”项目6个，分别为茅岗、火村、文冲、暹岗、鱼珠及同宝路旧厂项目。
2018年9月23日，历时8年兴建的廣深港高速鐵路香港段開通，全長141公里的廣深港高鐵亦告全线正式运营，從廣州南站至香港西九龍站車程最快48分鐘，比過去廣深鐵路或港穗直通車車程耗時縮短一半。
2020年中国南方水灾期间，5月22日廣州黄埔区是洪水重灾区，最大1小时雨量167.8毫米，3小时最大降水量288.5毫米，1小时和3小时雨量均破黄埔区历史极值；黄埔区永和街录得全市最大累积雨量378.6毫米，百年来的历史极值。黄埔的广州市第三少年宫（少年宫）內澇。緊鄰黃埔區的增城區新塘鎮官湖村、瑶田村、南安村內澇，水深及腰，廣州地鐵13號綫亦因隧道被淹沒而停運。

## 广州三城合一
唐代广州已形成了牙城、子城和罗城的“三重”格局。南汉又将兴王府广州城规划为宫城、皇城和郭城。宋代是广州城市的重要时期，熙宁元年（1068年）在子城东扩筑东城，五年后为保护新兴西部商业区和外商聚居地，又扩筑了西城，形成了三城格局。明代洪武十三年(1380年)永嘉侯朱亮祖修建广州城，合宋元三城为一城，此后又进一步扩大市区，对旧城进行了改造，并向北部和东部扩展，加筑外城，使广州城形成东至今越秀路、北抵越秀山、西至今人民路，南至今一德路、万福路一线，周长10.5公里。到清代又增修东、西两翼城，向南拓至珠江边，形成了广州今天老城区的格局。

## 備註
1. 1 2  「番禺」古亦作「蕃禺」
2. ↑  参见大奚山鹽民起義。
3. ↑  广州解放后外国教会学校首当其冲，普通私立学校个别直至1957年左右才合并